# Gnuplot
Gnuplot je program pro generování dvou- a trojdimenzionálních grafů funkcí či dat. Program běží na všech hlavních platformách a
operačních systémech. Výsledek vykresluje na obrazovku, do grafického souboru popř. do textového souboru.
Program je distribuován pod svobodnou licencí, která umožňuje šíření a
modifikaci zdrojového kódu. Modifikované verze mohou být šířeny jen jako patche. Program nemá nic společného s projektem GNU a jeho
GPL licencí.
S programem lze pracovat interaktivně, ale rovněž lze pro něj psát skripty. Jeho hlavní část je vyvíjena v programovacím jazyce C.
Gnuplot je užíván jako vykreslovací prostředek programy GNU Octave a Maxima.